# Центральное кладбище (Хабаровск)
Центральное кладбище — некрополь в Хабаровске, находится в Железнодорожном районе города, по адресу улица Карла Маркса, 168/1. Занимает площадь 179 га, около 400 000 захоронений, среди них могилы почётных граждан города, Героев Советского Союза и России, известных артистов, писателей, учёных, врачей, общественных деятелей. Некоторое захоронения поставлены на учёт Всероссийским обществом охраны памятников. Является действующим, в год совершается до 5 000 захоронений. Места предоставляются бесплатно, но только по решению городской администрации Хабаровска или в родственные захоронения. Имеется Аллея почётного захоронения.

## История
Организовано на бывшем пустыре, изрезанном оврагами. Первые захоронения относятся к 1930-м годам, здесь хоронили жертв репрессий. Официальный статус городского кладбища с 1944 года
В 2010 году в городе приняты целевые программы развития городских кладбищ, проложены асфальтированные дороги, устроены водоотводные канавы, оборудованы контейнерные площадки для мусора, на въезде установлен шлагбаум, регулируется въезд грузового транспорта по пропускам. Выставлены посты охраны, сооружён новый забор. Планируется оцифровка могил.
Дважды в год кладбище обрабатывают от клещей и грызунов. Предотвращена деятельность ОПГ, занимавшейся грабежами на территории кладбища.
В апреле 2017 года на кладбище начал функционировать колумбарий открытого типа из четырёх пилонов искусственного камня на 423 ячейки вместимостью до двух урн с прахом.

## Известные захоронения

Могила Олимпийского чемпиона Владимира Голованова

Могила Кола Бельды

- В. Н. Александровский (1917—1987) — писатель[4]
- Кола Бельды (1929—1993) — певец[4]
- Ю. Я. Владимиров (1925—1978) — композитор[4].
- А. А. Вахов (1918—1965) — писатель[4]
- В. С. Голованов (1938—2003) — спортсмен-тяжёлоатлет[4]
- И. А. Горбунов (1905—1969) — скульптор[4].
- В. Г. Григоренко (1941—2013) — учёный в области железнодорожного транспорта[4].
- М. П. Даниловский (1921—1995) — учёный в области автомобилестроения[4]
- В. С. Еращенко (1947—1989) — поэт[4]
- Ю. В. Зятьковский (1938—1991) — спортсмен-волейболист и тренер[4]
- П. С. Комаров (1911—1949) — поэт[4]
- Ю. А. Косыгин (1911—1994) — учёный-геолог[4]
- Е. Д. Мамешин (1913—2000) — архитектор[4]
- Н. Д. Наволочкин (1923—2013) — писатель[4]
- В. В. Онихимовский (1914—2001) — учёный-геолог[4]
- А. И. Перегудин (1924—1994) — полный кавалер ордена Славы[4]
- Н. М. Рогаль (1909—1977) — писатель[4]
- Д. С. Шофман (1917—1976) — художник[4]